# Stereodon sciuroides
Stereodon sciuroides là một loài Rêu trong họ Hypnaceae. Loài này được (Hook.) Mitt. mô tả khoa học đầu tiên năm 1860.